# John Kemp
Pour les articles homonymes, voir Kemp.
John Kemp (né v. 1380 à Olantigh (en) dans la paroisse de Wye près d'Ashford, dans le Kent, et mort à Canterbury le 22 mars 1454) est un cardinal en Angleterre du XVe siècle.

## Biographie
John Kemp étudia au Merton College à Oxford avant de devenir vicaire général de Canterbury et doyen de la (en) Cour d'Arches (en). Il exerce plusieurs missions du roi Henri V et est présent à la bataille d'Azincourt en 1415. Kemp est archidiacre de Durham, Lord du Sceau Privé et chancelier de la Normandie anglaise. 
En 1419, il fut nommé évêque de Rochester. Il fut transféré à Chichester en 1421 puis à Londres l'année suivante. En 1426 Kemp fut promu archevêque d'York et servit comme chancelier d'Angleterre de 1426 à 1432.
Le pape Eugène IV le créa cardinal lors du consistoire du 18 décembre 1439. Kempe soutint Henri VI contre la maison d'York et resta toujours fidèle à la maison de Lancastre. Il fut de nouveau Lord Chancelier à partir de 1450 et fut nommé archevêque de Canterbury en 1452.
Kemp participa au conclave de 1447 lors duquel Nicolas V fut élu pape.